# ASPHD1
ASPHD1 (англ. Aspartate beta-hydroxylase domain containing 1) – білок, який кодується однойменним геном, розташованим у людей на 16-й хромосомі. Довжина поліпептидного ланцюга білка становить 390 амінокислот, а молекулярна маса — 41 128.
| 10         |  | 20         |  | 30         |  | 40         |  | 50         |
| ---------- |  | ---------- |  | ---------- |  | ---------- |  | ---------- |
| MKEGRGSFSV |  | ERGPRKERET |  | AQSGMWKGNS |  | PAGSQGAAME |  | GTGGELGGQG |
| NWGPEDAPGL |  | LARASLIMLP |  | WPLPLASSAL |  | TLLFGALTSL |  | FLWYCYRLGS |
| QDMQALGAGS |  | RAGGVRGGPV |  | GCSEAGGPSP |  | GGPGDPGEGP |  | RTEGLVSRRL |
| RAYARRYSWA |  | GMGRVRRAAQ |  | GGPGPGRGPG |  | VLGIQRPGLL |  | FLPDLPSAPF |
| VPRDAQRHDV |  | ELLESSFPAI |  | LRDFGAVSWD |  | FSGTTPPPRG |  | WSPPLAPGCY |
| QLLLYQAGRC |  | QPSNCRRCPG |  | AYRALRGLRS |  | FMSANTFGNA |  | GFSVLLPGAR |
| LEGRCGPTNA |  | RVRCHLGLKI |  | PPGCELVVGG |  | EPQCWAEGHC |  | LLVDDSFLHT |
| VAHNGSPEDG |  | PRVVFIVDLW |  | HPNVAGAERQ |  | ALDFVFAPDP |  |            |

A: Аланін

C: Цистеїн

D: Аспарагінова кислота

E: Глутамінова кислота

F: Фенілаланін

G: Гліцин

H: Гістидин

I: Ізолейцин

K: Лізин

L: Лейцин

M: Метіонін

N: Аспарагін

P: Пролін

Q: Глутамін

R: Аргінін

S: Серин

T: Треонін

V: Валін

W: Триптофан

Кодований геном білок за функціями належить до оксидоредуктаз, фосфопротеїнів. 
Локалізований у мембрані.